# آلبر لاوینیاک
آلبر لاوینیاک (فرانسوی: Albert Lavignac‎؛ ۲۱ ژانویه ۱۸۴۶ – ۲۸ مه ۱۹۱۶) یک آهنگساز، نوازنده پیانو، و استاد دانشگاه اهل فرانسه بود.
شهرت او به سبب مقاله‌های مهمی است که در زمینهٔ تئوری موسیقی نگاشته است.
وی از شاگردان آمبرواز توما بود.